# Jan Hudec
Jan Hudec (ur. 19 sierpnia 1981 r. w Šumperku, Czechosłowacja) – kanadyjski narciarz alpejski, brązowy medalista olimpijski i wicemistrz świata.

## Kariera
Jan Hudec specjalizuje się w konkurencjach szybkościowych. Pierwszy raz na arenie międzynarodowej pojawił się 21 listopada 1996 roku podczas zawodów FIS Race w Mt Norquay, gdzie nie ukończył pierwszego przejazdu slalomu giganta. W 2000 roku wystąpił na mistrzostwach świata juniorów w Québecu, gdzie jego najlepszym wynikiem było trzynaste miejsce w supergigancie. Rok później, podczas mistrzostw świata juniorów w Verbier, najlepiej wypadł w zjeździe, który ukończył na czwartej pozycji. W zawodach Pucharu Świata zadebiutował 2 lutego 2002 roku w  St. Moritz, zajmując 49. miejsce w zjeździe. Pierwsze pucharowe punkty wywalczył 23 lutego 2003 roku w Garmisch-Partenkirchen, gdzie był osiemnasty w supergigancie. Na swoje pierwsze podium w zawodach PŚ czekał do 24 listopada 2007 roku, kiedy w Lake Louise zwyciężył w zjeździe. Najlepsze wyniki osiągnął w sezonie 2011/2012, kiedy to w klasyfikacji generalnej uplasował się na szesnastym miejscu, a w klasyfikacji supergiganta był szósty. Swój największy sukces osiągnął na mistrzostwach świata w Åre w 2007 roku, gdzie zdobył srebrny medal w zjeździe. Rozdzielił tam na podium Norwega Aksela Lunda Svindala i Patrika Järbyna ze Szwecji. Na tych samych mistrzostwach, podobnie jak na rozgrywanych cztery lata wcześniej MŚ w Sankt Moritz zajął siódme miejsce w supergigancie. Startował także w zjeździe i supergigancie na igrzyskach olimpijskich w Vancouver, ale zajmował miejsca w trzeciej dziesiątce. Cztery lata później, na igrzyskach olimpijskich w Soczi, zdobył brązowy medal w zjeździe, plasując się za Norwegiem Kjetilem Jansrudem i Andrew Weibrechtem z USA.

## Osiągnięcia

### Igrzyska olimpijskie
| Miejsce | Dzień     | Rok  | Miejscowość     | Konkurencja | Czas biegu | Strata | Zwycięzca          |
| ------- | --------- | ---- | --------------- | ----------- | ---------- | ------ | ------------------ |
| 25.     | 15 lutego | 2010 | Whistler        | Zjazd       | 1:54,31    | +1,88  | Didier Défago      |
| 23.     | 19 lutego | 2010 | Whistler        | Supergigant | 1:30,34    | +1,75  | Aksel Lund Svindal |
| 21.     | 9 lutego  | 2014 | Krasnaja Polana | Zjazd       | 2:06,23    | +2,26  | Matthias Mayer     |
| 3.      | 16 lutego | 2014 | Krasnaja Polana | Supergigant | 1:18,14    | +0,53  | Kjetil Jansrud     |

### Mistrzostwa świata
| Miejsce | Dzień     | Rok  | Miejscowość | Konkurencja | Czas zawodów | Strata | Zwycięzca           |
| ------- | --------- | ---- | ----------- | ----------- | ------------ | ------ | ------------------- |
| 7.      | 2 lutego  | 2003 | St. Moritz  | Supergigant | 1:38,80      | +1,11  | Stephan Eberharter  |
| 7.      | 8 lutego  | 2007 | Åre         | Supergigant | 1:14,30      | +0,66  | Patrick Staudacher  |
| 2.      | 11 lutego | 2007 | Åre         | Zjazd       | 1:44,68      | +0,72  | Aksel Lund Svindal  |
| DNF     | 7 lutego  | 2009 | Val d’Isère | Zjazd       | 2:07,01      | -      | John Kucera         |
| DNF     | 9 lutego  | 2011 | Ga-Pa       | Supergigant | 1:38,31      | -      | Christof Innerhofer |
| 25.     | 12 lutego | 2011 | Ga-Pa       | Zjazd       | 1:58,41      | + 4,04 | Erik Guay           |
| 12.     | 6 lutego  | 2013 | Schladming  | Supergigant | 1:23,96      | +1,56  | Ted Ligety          |
| 9.      | 9 lutego  | 2013 | Schladming  | Zjazd       | 2:01,32      | + 1,67 | Aksel Lund Svindal  |

### Mistrzostwa świata juniorów
| Miejsce | Dzień     | Rok  | Miejscowość | Konkurencja | Czas biegu | Strata | Zwycięzca            |
| ------- | --------- | ---- | ----------- | ----------- | ---------- | ------ | -------------------- |
| 18.     | 21 lutego | 2000 | Québec      | Zjazd       | 1:10,77    | +1,81  | Thomas Graggaber     |
| 13.     | 22 lutego | 2000 | Québec      | Supergigant | 1:15,69    | +1,46  | Klaus Kröll          |
| 18.     | 25 lutego | 2000 | Québec      | Slalom      | 1:52,95    | +2,69  | Daniel Défago        |
| 24.     | 26 lutego | 2000 | Québec      | Gigant      | 1:52,09    | +1,96  | Georg Streitberger   |
| 4.      | 5 lutego  | 2001 | Verbier     | Zjazd       | 1:30,23    | +1,35  | Thomas Graggaber     |
| 15.     | 6 lutego  | 2001 | Verbier     | Supergigant | 1:28,17    | +2,96  | Christoph Kornberger |
| 31.     | 8 lutego  | 2001 | Verbier     | Gigant      | 2:08,79    | +3,48  | Hannes Reiter        |
| 37.     | 9 lutego  | 2001 | Verbier     | Slalom      | 1:25,72    | +8,72  | Stefan Kogler        |

### Puchar Świata

#### Miejsca w klasyfikacji generalnej
- sezon 2002/2003: 123.
- sezon 2003/2004: 116.
- sezon 2004/2005: 91.
- sezon 2006/2007: 69.
- sezon 2007/2008: 37.
- sezon 2008/2009: 101.
- sezon 2009/2010: 102.
- sezon 2010/2011: 75.
- sezon 2011/2012: 16.
- sezon 2012/2013: 35.
- sezon 2013/2014: 34.
- sezon 2014/2015: 82.

#### Miejsca na podium w zawodach
1. Lake Louise – 24 listopada 2007 (zjazd) – 1. miejsce
2. Bormio – 29 grudnia 2007 (zjazd) – 3. miejsce
3. Chamonix – 4 lutego 2012 (zjazd) – 1. miejsce
4. Crans-Montana – 24 lutego 2012 (supergigant) – 2. miejsce
5. Val Gardena – 20 grudnia 2013 (supergigant) – 2. miejsce

- W sumie (2 zwycięstwa, 2 drugie i 1 trzecie miejsce).